# Politique à Jersey
 (janvier 2021).
Si vous disposez d'ouvrages ou d'articles de référence ou si vous connaissez des sites web de qualité traitant du thème abordé ici, merci de compléter l'article en donnant les références utiles à sa vérifiabilité et en les liant à la section « Notes et références ».
Le bailliage de Jersey est une dépendance de la Couronne britannique qui, en tant que tel, est autonome. C'est un État unitaire ainsi qu'une démocratie parlementaire et représentative.
Le pouvoir législatif et exécutif est accordé par la Constitution non-codifiée du bailliage par les États de Jersey, qui se compose des membres des États. Ceux-ci constituent l'Assemblée des États et nomment le ministre en chef de l'île et le conseil des ministres.

## La Couronne
Comme dépendance de la Couronne, le chef d'État de Jersey est le monarque britannique et Jersey est une possession autonome de la Couronne. Le monarque actuel, dont le titre traditionnel dans les Îles Anglo-Normandes est duc de Normandie, est le roi Charles III.
| Poste                 | Titulaire       | Depuis |
| --------------------- | --------------- | ------ |
| Monarque              | Charles III     | 2022   |
| Bailli                | Timothy Le Cocq | 2019   |
| Bailli adjoint        | Robert MacRae   | 2019   |
| Lieutenant gouverneur |                 |        |

## Constitution
Jersey possède une constitution non écrite qui remonte au traité de Paris en 1259. Quand Henri III et le roi de France trouvèrent un accord sur le duché de Normandie, la Normandie continentale retourna au Royaume du France et la Normandie insulaire resta loyale à la Couronne d'Angleterre. 

### Relation avec le Royaume-Uni
Le ministère responsable des affaires insulaires au gouvernement du Royaume-Uni est le ministère de la Justice. Bien que Jersey soit quotidiennement autonome à propos de ses affaires intérieures, la Couronne est responsable du bon gouvernement de l'île.